# Glam Metal
Glam Metal (salopp bis abwertend: Hair Metal) ist ein Subgenre des Heavy Metal und Hard Rock, das vor allem in den 1980er Jahren als Stilrichtung der Rockmusik populär war. Es kombinierte das grelle Erscheinungsbild des Glam Rock mit Powerchord-basiertem „Party Metal“. Typisch sind Power-Balladen, virtuose Gitarrensoli, eingängige Refrainparts und Rock-Chorusse mit oft sexualisierten Texten sowie offen zur Schau gestelltem Hedonismus.
Am populärsten war Glam Metal zwischen den frühen 1980er Jahren und den frühen 1990er Jahren, bis er vom Grunge verdrängt wurde. Seit Ende der 1980er Jahre entwickelte sich aus dem Glam Metal der Sleaze Rock, der stärker vom Bluesrock beeinflusst war und ein „erdigeres“ Image kultivierte. In den 2000er Jahren und 2010er Jahren orientierte sich die Band  Steel Panther ironisierend und parodisierend am Glam Metal der 1980er Jahre, was polarisierend auf die Fans des Genres einwirkte.

## Begriff
Der eigentliche Begriff Glam Metal lehnt sich an den Glam Rock der 1970er Jahre an. Durch die Unterscheidung von Rock und Metal zieht er eine Linie und soll so als musikalische Weiterentwicklung betrachtet werden. Vor allem in den USA war zudem der Begriff „Pop Metal“ verbreitet. Nicht aufgrund einer Verbindung zur zeitgenössischen Popmusik, sondern aufgrund seiner massiven Popularität in den 1980er Jahren.

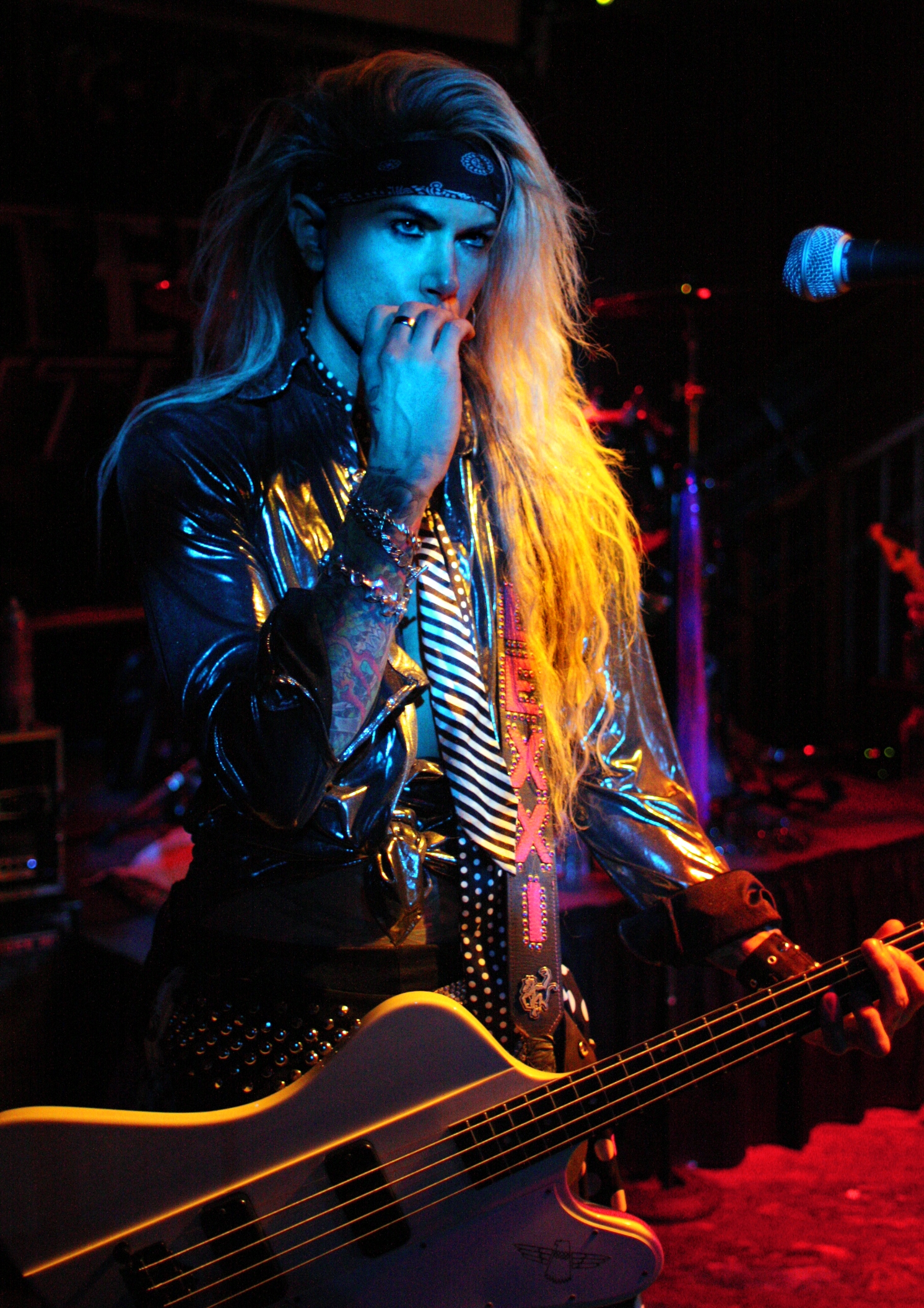
Ex-Steel-Panther-Bassist Lexxi Foxx (2009)

Die ebenso häufige Bezeichnung „Hair Metal“ wiederum bezieht sich auf die meist hochtoupierten und langen Haare der Musiker. Diese ursprünglich negativ behaftete Bezeichnung spricht dem Genre Authentizität und musikalische Relevanz ab und unterstellt, die Musiker würden sich in erster Linie durch ihr Erscheinungsbild, eben vor allem die erwähnte, üppige, auftoupierte Haarpracht, definieren. Auch werden diese Musiker als hair bands oder hairspray bands bezeichnet.
Eine ähnliche Konnotation hat die Bezeichnung „Poser Metal“, die vor allem von Musikern und Fans anderer Metal-Richtungen verwendet wurde, um dem Glam Metal damit die Legitimation als Metal-Genre abzusprechen. Verunsicherung aufgrund der massiven Popularität und Präsenz des Genres in den 1980er Jahren sind Gründe dafür, ebenso eine verächtliche Meinung über das Auftreten und Erscheinungsbild jener Gruppen, was sich bisweilen mit homophoben Kommentaren mischte, sowie die Meinung, dass Metal nie auf den Massenmarkt zugeschnitten sein dürfte. Entsprechend wurden in der Metal-Szene der 1980er Jahre eine Vorliebe für diese von ihnen als lächerlich empfundene Strömung und gleichzeitig auch den Untergrund-Metal als unvereinbar angesehen und Glam-Metal-Bands unter anderem als „Wimps“ (‚Weicheier‘) und „Poser“ bezeichnet. Besonders die Band Poison war bei Metallern verhasst, und das Cover ihres Debütalbums Look What the Cat Dragged In wurde oft als übelkeitserregend beschrieben. Holger Stratmann, Herausgeber des Rock Hard, bemühte sich fast dreißig Jahre lang, „diese Musik aus dem Rock Hard weitgehend herauszuhalten“, wobei er als Ausnahme „EINE zähneknirschend bewilligte Mötley-Crüe-Titelseite anlässlich der Nikki-Sixx-Drogenbeichte im Jahre 2009“ nennt und nach eigenen Angaben „nichts gegen Dokken, Great White, Ratt und Konsorten“ hat; dass sich 2013 eine Ausgabe seines Magazins trotzdem diesem Thema widmete, beweise, dass beim Rock Hard „nicht alles beim Alten bleibt“. Jedoch sorgte gerade das Ende des Glam Metal und das Erscheinen des Grunge dafür, dass heute Metal-Fans ein entspannteres Verhältnis zum Hair Metal pflegen. Frei nach dem Motto „Der Feind meines Feindes ist mein Freund“. Denn auch andere Metal-Genres litten unter dem Aufkommen des Grunge und wurden stark in Mitleidenschaft gezogen. Heute sind Teile der Metal-Szene offener gegenüber dem Glam Metal.

## Ursprünge
Musikalisch entwickelte sich der Glam Metal Anfang der 1980er Jahre aus dem Glam Rock und Hard Rock des vorhergehenden Jahrzehnts. Wesentliche musikalische Einflüsse waren Kiss, Aerosmith, The Sweet, Alice Cooper, Slade, New York Dolls, Queen, Cheap Trick und Led Zeppelin. Als visuelle Einflüsse gelten vor allem David Bowie und Marc Bolan. Die Musik letzterer spielte keine große Rolle, lediglich das exzentrische und androgyne  Erscheinungsbild wurde übernommen.

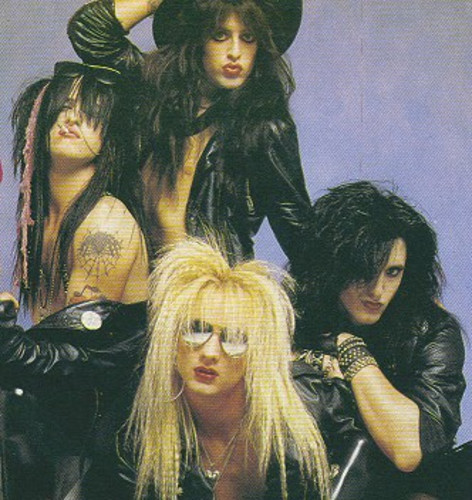
Pretty Boy Floyd (2012)

Dee Snider von Twisted Sister erklärte beispielsweise, er habe seine Sexualität nie infrage gestellt; darüber hinaus habe ihn seine spätere Ehefrau beim Einkleiden unterstützt. Er wies außerdem darauf hin, dass andere, die Leder trugen, der homosexuellen Lederszene nahe stünden. Metaller, die den Glam Metal als „schwul“ ablehnten, waren oft gleichzeitig Anhänger der Band Judas Priest, deren Sänger Rob Halford homosexuell ist, den Stil aus der Lederszene übernahm und im Metal etablierte. Entsprechend orientierten sich die Glam-Metal-Bands musikalisch wie optisch an etablierten Rock-Bands und hatten keine Absicht, einen neuen Musikstil zu erschaffen; stattdessen wurden bei ihnen Rock-Klischees perfektioniert.
Hauptsächlich drei etablierte Rockbands erwiesen sich als unmittelbare Wegbereiter des Genres: Die amerikanische Rockband Kiss aufgrund ihrer simplen, auf Powerchords basierenden Spielweise und ihrem Image, die australische Hardrock-Band AC/DC mit ihren Bluesrock-Wurzeln sowie die virtuos-gitarrenorientiert geprägte Band Van Halen, welche aus rockhistorischer Sichtweise als eine frühe U.S. Metal-Band gilt. Letztere beeinflusste die Entstehung des Genres maßgeblich in musikalischer Hinsicht, vor allem aufgrund ihrer ersten drei Studioalben. Das Gitarrenspiel des Eddie Van Halen spielte dabei eine wesentliche Rolle. Als Glam Metal etabliert war, veränderten Van Halen ihren Stil zu Adult Oriented Rock. Der US-amerikanische Kritiker Kurt Loder sagte, Van Halen hätten mit ihrem schnellen und moderaten Metal das Genre aus dem Untergrund geholt. Gerade die Spielweise von Eddie Van Halen, sein Hammering und Tapping stellten das vorherrschende Klischee infrage. Diese Art der Musik sorgte dafür, dass der Glam Metal ein breiteres Publikum erreichte. Als Band repräsentierten Van Halen auf diese Weise einen Kompromiss.

## Definition
Neben häufig vorzufindendem Falsettgesang sind schnelle Gitarrensoli und stampfende, mit Powerchords gespielte Gitarrenriffs ein wesentliches Kennzeichen des Glam Metal. Eine genaue Eingrenzung des Genres gestaltet sich als schwierig, wobei das zweite Album Shout At The Devil der kalifornischen Band Mötley Crüe oft als frühes typisches Genre-Beispiel eines Glam-Metal-Albums zitiert wird sowie aus rockjournalistischer Sicht oft Quiet Riot als erste Glam-Metal-Band genannt werden. Die Schwierigkeit einer präzisen Einordnung des Genres beschreibt auch der Schriftsteller und Musikjournalist Chuck Klosterman in seinem 2004 erschienenen Buch Fargo Rock City. Denn viele Bands, die dem Glam Metal zugerechnet werden, benutzten diese Genrebezeichnung selbst nicht. Die meisten sahen sich als Heavy-Metal- oder Hard-Rock-Bands. So äußerte der Ratt-Bassist Juan Croucier bereits 1985, dass „der Begriff ‚Heavy Metal‘ viel zu umfassend geworden“ sei.

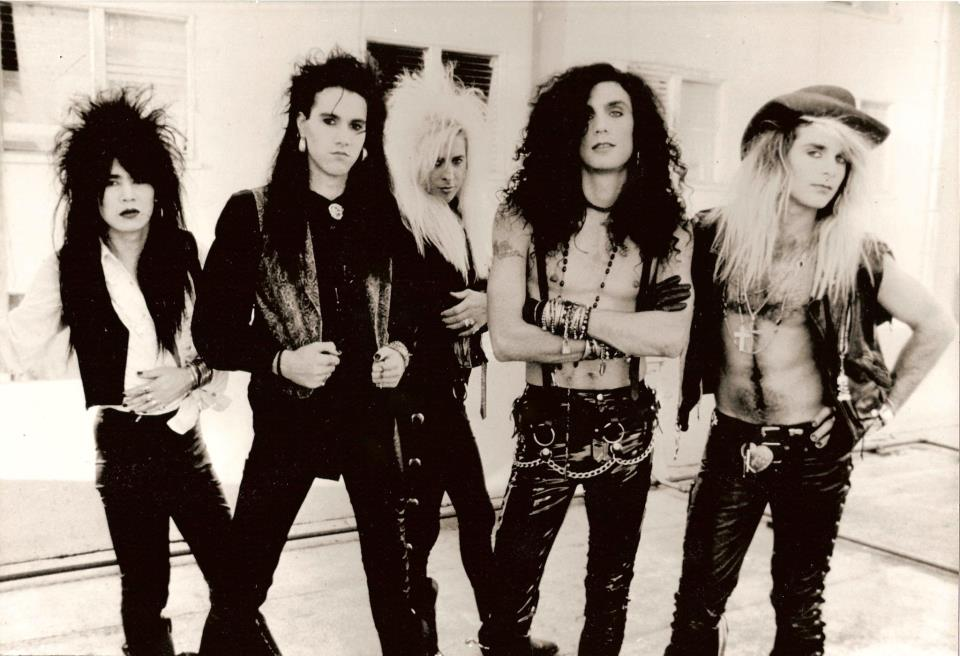
Roxx Gang (2012)

Zudem änderten einige Gruppen ihren Stil im Laufe der Jahre, so beispielsweise Mötley Crüe. Diese begannen Anfang der 1980er Jahre mit Too Fast for Love mit schnellem Glam Metal, wechselten zur Mitte des Jahrzehnts mit Girls, Girls, Girls zu poppigerem Rock, ehe sie sich Ende der 1980er Jahre, bis zum vorläufigen Abschied des Sängers Vince Neil, mit Dr. Feelgood dem Sleaze zuwandten. Selbst Nikki Sixx beklagte sich in einem Interview darüber, dass Mötley Crüe, W.A.S.P. und Twisted Sister in einem Satz genannt wurden.
Während Mötley Crüe, denen der Rest der Szene nacheiferte, ein rüpelhaftes Erscheinungsbild anhaftete, wirkten spätere Bands wie Poison, Bon Jovi, Cinderella, Stryper, Dokken oder Love/Hate moderater. Die Szene selbst war heterogen: Vorreiter wie Van Halen, Aerosmith und Kiss hatten sich in andere Richtungen entwickelt, Mötley Crüe zogen die meisten Skandale nach sich. Unter den Bands herrschten zum Teil große Animositäten, die sich unter anderem auf dem Moscow Music Peace Festival von 1989 zeigten. Die Gemeinsamkeiten beschränkten sich vielmehr auf unkonventionelle Frisuren, Make-up, schrille Klamotten und Groupies. Der zeitweilige Erfolg des Glam Metal wurde durch weibliche Fans begünstigt, wodurch männliche Metal- und Rock-Hörer dem Genre von vornherein kritischer gegenüberstanden.

## Erfolg und Popularität
Im Gegensatz zu den meisten Musikrichtungen stand der Glam Metal nicht in Verbindung zu einer bestimmten sozialen Schicht, Altersgruppe oder Ideologie. Aufgrund dieser fehlenden Exklusivität wurde das Genre von Anhängern anderer Richtungen angefeindet. Zudem profitierte es von der bereits in den 1980er Jahren großen Medienlandschaft. Neben Radiosendern und Musikzeitschriften war der Start von MTV 1981 von großer Bedeutung. Die eingängigen Melodien der Lieder sowie das exzentrische Äußere der Interpreten passten zum Musikfernsehen. So befanden sich etwa allein im Juni 1987 stets 20 bis 25 Metal-Bands in den amerikanischen Billboard-Top-200-Albumcharts. Nachdem Mötley Crüe durch Skandale wie eine Schlägerei, die gefilmt wurde, Aufmerksamkeit erregt hatten, entstanden weitere Glam-Metal-Bands.
Für Klosterman stellen Poison den Inbegriff des Glam Metal dar, da sie für ihn alles verkörperten, was das Genre auszeichnete: Rockige Nummern sowie radiotaugliche Balladen und ein androgyner Sänger. Gerade dessen Beliebtheit bei Frauen wurde der Gruppe aber schließlich zum Verhängnis. Dass die weiblichen Anhänger den Glam Metal als Modeerscheinung betrachteten und zugunsten der folgenden Mode verließen, wird auch als einer der Gründe für das Ende der Szene in den 1990er Jahren angesehen.
Nachdem Bon Jovi 1986 mit Slippery When Wet eine Woche auf Platz 1 der Charts standen, gelang ihnen 1988 mit New Jersey der weltweite Durchbruch. Somit kam der Trend in Europa an, wo sich einige Bands wie Def Leppard (Hysteria), Judas Priest (Turbo) oder Saxon (Crusader, Innocence Is No Excuse) optisch wie musikalisch an diesen anpassten und somit Unmut bei „True Metallern“ erweckten.

## Die Entstehung des Sleaze
Wie bereits Glam Metal einige Jahre zuvor entwickelte sich ab Mitte der 1980er Jahre der Sleaze Rock (von engl. sleaze ‚Abschaum‘, ‚Schäbigkeit‘ oder ‚Skandalgeschichte‘) aus der Musikszene von Los Angeles. Dieser griff die musikalischen Mittel und Thematiken des Glam Metal auf, jedoch klang dieser härter und aggressiver. Diese musikalische Weiterentwicklung ging mit Änderungen in Auftreten und Image einher. Statt Exzentrik diente ein Underdog- oder Bad-Boys-Image, mit Verweis auf die soziale Unterschicht als Herkunft.

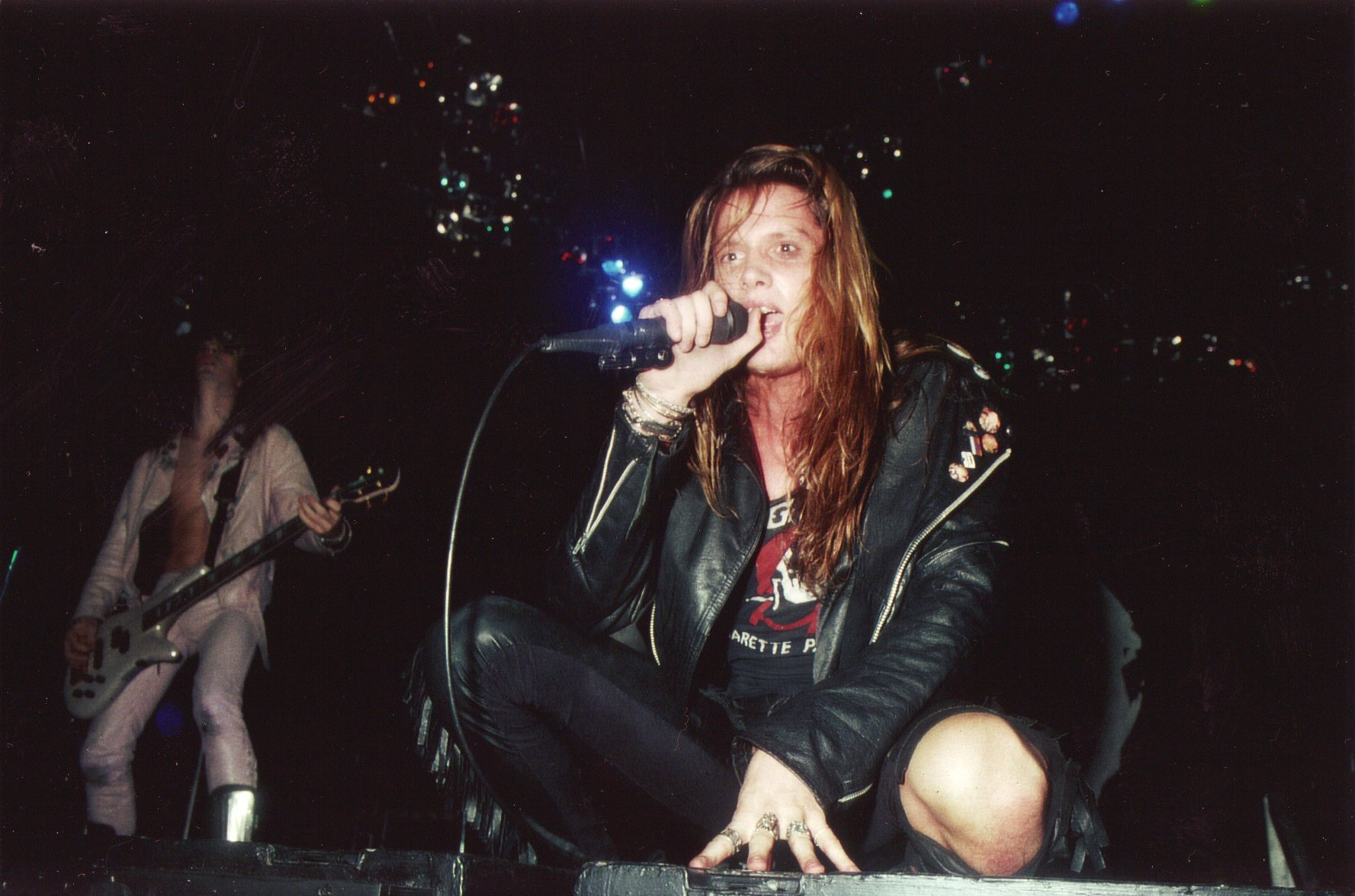
Skid Row (Live, 1989)

Ausgehend zunächst von Gruppen wie Faster Pussycat, entstanden schließlich Bands wie L.A. Guns und Hollywood Rose. Aus diesen beiden entwickelte sich Guns N’ Roses, die sich in kommenden Jahren zur erfolgreichsten Band des Genres entwickelte. Den Erfolg begründeten die Single Sweet Child o’ Mine sowie das Musikvideo zu Welcome to the Jungle.
Der Erfolg der Band gründete nicht zuletzt darauf, dass ihnen Authentizität zugesprochen wurde. Vor allem Sänger Axl Rose erschien aus der Sichtweise vieler Rockfans authentisch. Er verprügelte Fans, die ihn fotografieren wollten, brach Konzerte aufgrund von Lappalien ab und behandelte Frauen schlecht. Dennoch übte er eine gewisse Faszination aus, die ihn von Sängern anderer Glam-Metal-Bands abhob und als Alternative erscheinen ließ. Im Laufe der Jahre distanzierte die Band sich zunehmend von der Glam-Metal-Szene.
Während in Europa Sleaze als eigenes Genre betrachtet wurde, das sich aus dem Glam Metal entwickelte, wurde es in den USA lediglich als Subgenre angesehen. Entsprechend gab es in Europa auch nur wenige Bands aus diesen beiden Musikstilen wie Hanoi Rocks aus Finnland, Nasty Idols und die Backyard Babies aus Schweden; zu diesem Zeitpunkt hatte das Genre seinen Zenit bereits überschritten. Die 1990 gegründeten The 69 Eyes spielten anfangs Sleaze. Kommerziellen Erfolg erlangte sie erst mit dem vierten Album Mitte der 1990er Jahre, das stilistisch den Dark Rock zuzuordnen ist. Ihr Auftreten hatte sich ebenfalls gewandelt.

## Sinkende Popularität des Genres
Als Ende des Glam Metal gilt oft das Aufkommen des Grunge-Rock zu Anfang der 1990er Jahre. Besonders das Album Nevermind von Nirvana wird als ausschlaggebend betrachtet. Noch 1991 galten Guns N’ Roses als die kommerziell erfolgreichste Rock-Band der Welt, während die Grunge-Bands eher im Untergrund agierten. Nach der Veröffentlichung von Nevermind änderte sich das. Die Medien stilisierten eine Rivalität zwischen Axl Rose und Kurt Cobain, die von beiden aufgegriffen wurde. Die gegenseitige Verachtung gipfelte bei den MTV Music Awards 1992 in einer Rangelei zwischen beiden Bands.
Inhaltlich stellte Grunge einen Gegenentwurf zum hedonistischen Glam Metal und dem Lebensgefühl der 1980er Jahre dar. Trotz des vergleichsweise musikalischen Dilettantismus trafen Orientierungslosigkeit, Verdruss und Zukunftsangst den Hörergeschmack eher. Während der Glam Metal zudem die Inszenierung von Rockstars hervorhob, schlug der Grunge den entgegengesetzten Weg ein. Anders als beim Glam Metal vertraten Grunge-Bands zumindest vordergründig die Meinung, eben nicht anders zu sein als ihre Hörerschaft.
Der Niedergang des Glam Metal ist nicht ausschließlich auf den Grunge zurückzuführen. Frank Thiessies vom Metal Hammer vertritt die Ansicht, dass sich der Glam Metal selbst überlebt hatte. Überschminkte hedonistische Realitätsflucht, Hochglanz-Hard-Rock sowie Single-Balladen passten nicht mehr in die Zeit der frühen 1990er Jahre. Der Glam Metal hätte so unmöglich weiter existieren können, weshalb ein Umschwung nötig gewesen sei. Jenny Rönnebeck nennt neben dem Grunge als Gegenbewegung aus Seattle die Übersättigung der Szene, die sich abkehrenden weiblichen Anhänger, für die der Glam Metal nur eine Mode war, und die veränderte politische Lage. Martin Sweet ist der Ansicht, dass der Glam Metal „zu sehr glattgebügelt“ und „viel zu poppig“ wurde; die Musik sei „zu Beginn auch eher roh gehalten“ gewesen, aber als „den damaligen Glam- und Sleaze-Bands der Punk abhandenkam“, habe diese an Qualität verloren.

## Revival
Nach dem Ende der Popularität des Genres versuchten manche Musikgruppen, sich musikalisch der neuen Strömung anzunähern, etwa Mötley Crüe mit John Corabi als Sänger, oder Skid Row mit ihrem Album Subhuman Race von 1995, jedoch mit mäßigem Erfolg. Andere Gruppen, die den alten Stil beibehielten, wurden schwerer getroffen.
Ab dem Ende der 1990er Jahre wurde Schweden die Hochburg des wiederkehrenden Sleaze in Form von Bands wie The Hellacopters, Backyard Babies und Hardcore Superstar. In den USA spielte die Band Steel Panther am Sunset Strip erfolgreich Klassiker von Bon Jovi, Mötley Crüe und Skid Row mit überzogenen Bühnenauftritten als Persiflage der alten Bands, deren Mitglieder Steel Panther beim Nachspielen ihrer Stücke unterstützten. Auch einige der alten Bands kehrten zum Glam Metal zurück, wobei sie qualitativ oft nicht an alte Erfolge heranreichten. Die 2001 erschienene Biografie über Mötley Crüe verschaffte der Gruppe erneute Beachtung. In den USA waren Buckcherry eine der ersten Bands in der Tradition des Glam Metal und Sleaze, die Erfolg hatte.
In Schweden und in Finnland entstanden mehrere neue Sleaze-Bands. Die schwedische Gruppe Danger prägte dabei den Begriff „New Wave of Swedish Sleaze“. Besagte Gruppen popularisierten den Sleaze. Die Bands aus den 1980er Jahren profitieren vom Erfolg dieser Gruppen. Stilistisch sind regionale Unterschiede zu erkennen: „In Schweden dominiert die rotzigere Variante (Crashdiet), die auch gerne mal von weiblichen Musikern rübergebracht werden darf (Crucified Barbara, Sister Sin), und der Mix mit Melodic Rock (H.E.A.T.), in England geht es gerne etwas härter und teilweise moderner zur Sache (Jettblack, Heaven’s Basement), und bei den deutschen Hair-Metal-Youngsters wird eingängiger Hardrock eingebaut.“

## Thematische Inhalte
Stets offensichtlich war die Beziehung zwischen Glam Metal und Sex. Dieses Element stellte einen Unterschied dar zwischen der Glam-Metal-Ästhetik und anderen Rock-Richtungen. Weibliche Hörer fühlten sich durch den Sexismus der Liedtexte nicht zwangsläufig beleidigt. Das lag an der Ausstrahlung von Sängern wie Sebastian Bach, Bret Michaels oder Vince Neil. Deren rebellisches Image wirkte dennoch zusätzlich anziehend und sorgte für Phantasien, solche Männer würden ihre Mädels auf dem Motorrad abholen.

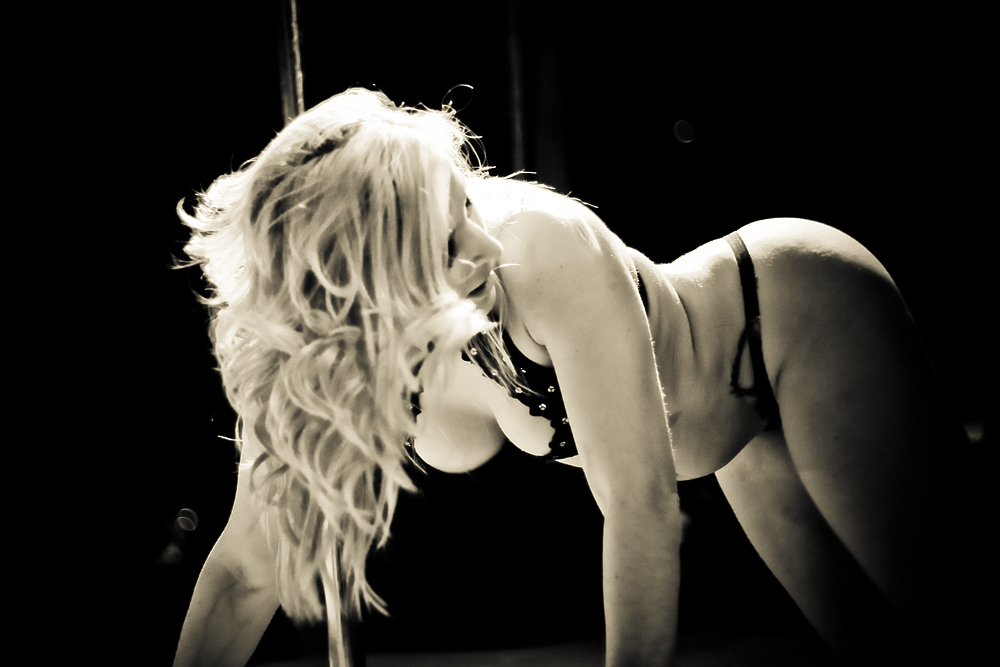
Frauen, Sex und Geld – die Hauptthematiken des Glam Metal

Diese Musik konnte so eine „infantile Imaginationsmaschine ankurbeln, und zur Mannwerdung beitragen“. Erwachsenen würden derartige Wunschbilder beibehalten und könnten auf diese Weise als Flucht- und Paralleluniversum dienen.
Klosterman meint, dass die sexualisierten Lieder des Glam Metal nicht im luftleeren Raum entstanden, sondern Spiegelbilder ihres Herkunftsortes und ihrer Zeit seien. Auch Mick Mars merkte an, dass man die Musik von Mötley Crüe für frauenfeindlich halten könnte, allerdings bräuchte man das auch nicht überzuanalysieren. Mötley Crües gleichnamiges Album gilt als nihilistisch konzipiert. Wo es auf den ersten Blick nur um Sex mit Stripperinnen geht, ging es Sixx dabei darum, „selbst ins Hirn gefickt zu werden“.
Die Ausrichtung auf Sex und Frauen begünstigte die Entstehung der „Power-Ballade“. Um Erfolg auf dem Massenmarkt zu erreichen, mussten Liebeslieder entstehen, die frei von Sexthematik waren.

## Kritikpunkte
Ein Kritikpunkt, der dem Glam Metal und Sleaze oft anhaftet, ist der der mangelnden Authentizität sowie der strikten Kommerzialität. Klosterman nimmt dazu folgendermaßen Stellung:
„Als ich aufwuchs, war er der Soundtrack für mein Leben, und auch für das Leben von fast allen, die ich mochte. Wir trugen keine Lederhosen und gingen nicht geschminkt in die Schule, aber dieses Zeug traf unseren Nerv. Wenn schlaue Leute zu erklären versuchen, warum Glam Metal starb, betonen sie meistens, er wäre ‚nicht echt‘ gewesen oder habe ‚nichts ausgesagt‘. Für mich und meine Freunde war er jedoch echt. Und noch wichtiger, er sagte etwas aus. Er sagte etwas über uns.“

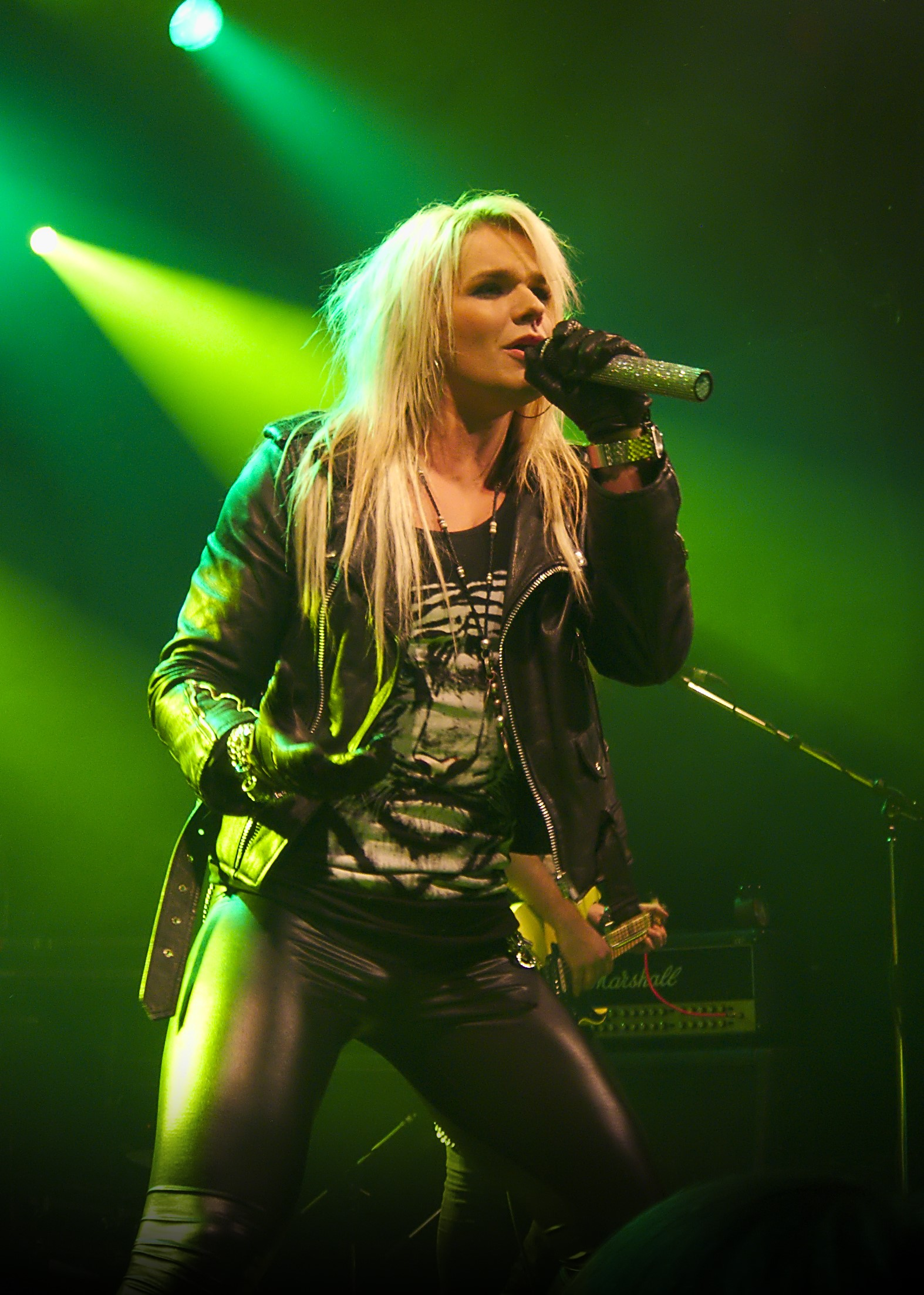
Oli Herman von Reckless Love (2012)

Schäfer attestiert dem Genre eine gewisse Ehrlichkeit: „Vor allem der gute alte Hair Metal war nie mehr als kalkulierte, schnöd mammonistische Abgreife. Genau das propagierten die Bands ja auch. Sie gaben nie vor, etwas anderes sein zu wollen als Rockstars, die von dem Geld der Käufer richtig einen draufmachen, ihnen dafür aber auch alles gaben, was sie verlangten. Sie waren im Grunde die wandelnde Übererfüllung des Dienstleistungs-Solls. Hinter dieser ganzen hochtoupierten, aufgelederten, abgerissenen, fetischgeilen Maskerade steckt eine fast schon rührende Aufrichtigkeit.“
Der Glam Metal der 1980er Jahre galt zudem als akustisches Äquivalent des neokonservativen Zeitgeists. Wie beim Punk wurden Hippies verachtet, doch anders als dieser, dem oft eine linke Attitüde anhaftete, habe der Glam Metal den Monetarismus der Konservativen übernommen. Umgekehrt betrachtet Jenny Rönnebeck in ihrem Glam-Metal-Artikel von 2013 für das Rock-Hard-Magazin den Hedonismus und die von den Bands verkörperten Werte „Unbekümmertheit, Spaß und Unangepasstheit“ als Gegensatz zur konservativen und christlichen Ausrichtung der Reagan-Ära.